# Contreuve
Contreuve település Franciaországban, Ardennes megyében. Lakosainak száma 85 fő (2022. január 1.). Contreuve Bourcq, Leffincourt, Sainte-Marie, Semide, Sugny és Mont-Saint-Martin községekkel határos.

## Népesség
A település népességének változása:
| Lakosok száma | 118  | 77   | 70   | 70   | 57   | 73   | 80   | 83   | 83   | 85   |
|               | 1968 | 1982 | 1990 | 2006 | 2013 | 2015 | 2017 | 2019 | 2020 | 2022 |